# کاروانسرای میان جنگل
کاروانسرای میان جنگل مربوط به دوره قاجار است و در شهرستان فسا، بخش مرکزی، دهستان جنگل، ۱ کیلومتری شمالی روستای بیدک واقع شده و این اثر در تاریخ ۲۶ اسفند ۱۳۸۶ با شمارهٔ ثبت ۲۱۸۵۴ به‌عنوان یکی از آثار ملی ایران به ثبت رسیده است.